# Johann Friedrich Hugo von Dalberg
Johann Friedrich Hugo von Dalberg est un freiherr ou « baron », et compositeur, pianiste amateur et auteur allemand, né à Herrnsheim (près de Worms) le 17 mai 1760 et décédé à Aschaffenbourg le 26 juillet 1812.

## Biographie
Fils de Franz Heinrich von Dalberg, vicomte zu Friedberg et frère de Charles-Théodore de Dalberg, prince primat de la confédération du Rhin et grand-duc de Francfort, Dalberg fut formé par un précepteur à domicile avant d’étudier la théologie à Göttingen.
Il fut chanoine à Trèves, à Worms et à Spire ainsi que conseiller privé de l'électeur de Trèves, mais consacrait beaucoup de temps à la musique.
Pianiste virtuose, il étudia la théorie musicale et la composition avec Ignaz Holzbauer.
Il voyagea beaucoup, surtout en Italie et en Angleterre. 
Dalberg s’intéressait également aux sciences – notamment à la météorologie – et au droit pénal.
En tant qu’auteur, il a rédigé plusieurs publications sur la musique ; il est aussi l’auteur d’un « ouvrage estimé sur les religions de l’Orient auquel il a donné le cadre d’un roman et qu’il a intitulé Histoire d’une famille druse, traduit en français sous le titre Mehald et Zedli ; Paris, 1811, deux volumes in-12 » .

## Œuvres
- Musique vocale
  - 5 œuvres de musique sacrée
  - Lieder, dédicacés à la Princesse von der Pfalz-Zweibrücken (3 vol., éd. Mannheim, 1790)
  - 6 canzoni, avec accompagnement de piano (éd. 1790)
  - 3 English Songs and a Glee, op. 15 (éd. Londres, vers 1795)
  - 12 Lieder (éd. Erfurt, 1799)
  - 12 Lieder (éd. Bonn, 1799)
  - 6 Romances française, op. 21 (éd. Bonn, vers 1803-1804)
  - Deutsche Lieder, op. 25 (2 vol., éd. Bonn, 1806)

- Musique instrumentale
  - Clavecin ou Piano
    - 3 Sonates, op. 2 (éd. Mannheim, avant 1785)
    - Sonate à 4 mains (éd. Augsburg, vers 1790)
    - Grande Sonate à 4 mains (éd. Mainz, vers 1792)
    - 3 Sonates, op. 9 (éd. Offenbach, 1794 – la 3e est à 4 mains)
    - Variations à 4 mains, op. 18 (éd. Mainz, après 1800)
    - Sonate pour piano à 5 mains [sic], op. 19 (éd. Bonn, 1803)
    - 2 Sonates pour piano, op. 23 (éd. Bonn, vers 1804-1805)
    - Sonate pour piano à 4 mains, op. 24 (éd. Bonn, vers 1805)
    - Fantaisie pour piano à 4 mains, op. 26 (éd. Offenbach, vers 1805-1806)
    - 3 Polonaises pour piano à 4 mains, op. 28 n° 3 (éd. Mainz, après 1806)

- - Musique de chambre
    - 3 Sonates pour clavecin ou piano et violon, op. 1 (éd. Mannheim, avant 1784)
    - 3 Sonates pour piano et violon (éd. Mainz, avant 1785)
    - Quatuor pour piano, hautbois, cor (ou clarinette) et basson (ou piano & trio à cordes), op. 25 (éd. Offenbach, vers 1805-1806)
    - Trio avec piano, op. 26 (éd. Mainz, après 1806)
    - Sonate pour piano et violon, op. 28 (éd. Offenbach, vers 1810-1812)